# Ceresium procerum
Ceresium procerum là một loài bọ cánh cứng trong họ Cerambycidae.